# Nicole Badaan
Nicole Badaan (* 11. Mai 1992) ist eine US-amerikanische Schauspielerin. Bekannt durch ihre Rolle als Jessica in dem US-amerikanischen Actionfilm Born to Race.

## Filmografie
- 2009: Bigfoot
- 2011: Born to Race
- 2013: The Awakening
- 2014: Black Jacks (Fernsehserie)
- 2014: Born to Race: Fast Track
- 2014: Love Finds You in Sugarcreek
- 2014: Dermaphoria
- 2014: The Schwartz Test
- 2014: Hello, You’ve Reached…